# Gröna Elitbiblioteket
Gröna Elitbiblioteket är en skönlitterär bokserie utgiven av B. Wahlströms bokförlag 1960–1961. Serien föregicks av Röda Elitbiblioteket och följdes av Blå Elitbiblioteket, Röda Elitböckerna och Wahlströms Elitromaner.
Förutom gemensam layout med gröna bokryggar är böckernas enda koppling till varandra att de har gemensam layout. Vissa av böckerna, som Vandra mot solen av Bernhard Nordh, var dessutom endast en del av författarens egen serie.
| Gröna Elitbiblioteket | Gröna Elitbiblioteket       | Gröna Elitbiblioteket | Gröna Elitbiblioteket |
| Volym                 | Titel                       | Författare            | Utgivningsår          |
| --------------------- | --------------------------- | --------------------- | --------------------- |
| 1                     | Hemligt uppdrag             | Nevil Shute           |                       |
| 2                     | Vandra mot solen            | Bernhard Nordh        |                       |
| 3                     | Att ge livet åter           | Lloyd C. Douglas      |                       |
| 4                     | God afton, fröken Madeleine | Ebba Richert          |                       |
| 5                     | Blod och guld               | David Dodge           | 1960                  |
| 6                     | Gyllene höst                | Ilka Chase            |                       |
| 7                     | Tigerspåret                 | Mark Derby            |                       |
| 8                     | Prins Solsken               | Ebba L. Lewenhaupt    |                       |
| 9                     | De försvunna åren           | Winston Graham        |                       |
| 10                    | Skälmarnas konung           | Leslie T. White       |                       |
| 11                    | Farlig spärr                | Jack Iams             |                       |
| 12                    | Värdshuset Jamaica          | Daphne du Maurier     |                       |
| 13                    | Svarte ryttaren             | Sylvia Thorpe         | 1961                  |
| 14                    | Mötas och skiljas           | Erskine Caldwell      |                       |
| 15                    | Hård vind över Florida      | Frank G. Slaughter    |                       |